# Seznam rekordů Rogera Federera
Seznam rekordů Rogera Federera uvádí přehled rekordních výkonů švýcarského tenisty. Mezi muži je držitelem řady historických rekordů, včetně událostí Grand Slamu, na nichž získal nejvyšší počet 19 titulů, odehrál nejvíce 29 finále, bez přerušení se probojoval do nejvyššího počtu 10 finále, 23 semifinále a 36 čtvrtfinále, a také zaznamenal nejvyšší počet vyhraných utkání. Řadí se k čtyřem mužům, kteří zkompletovali kariérní Grand Slam na třech různých površích a drží rekordní počet osmi titulů ve Wimbledonu a v rámci otevřené éry spoludrží rekord pěti trofejí na US Open.

## Grand Slam

### Mužská dvouhra

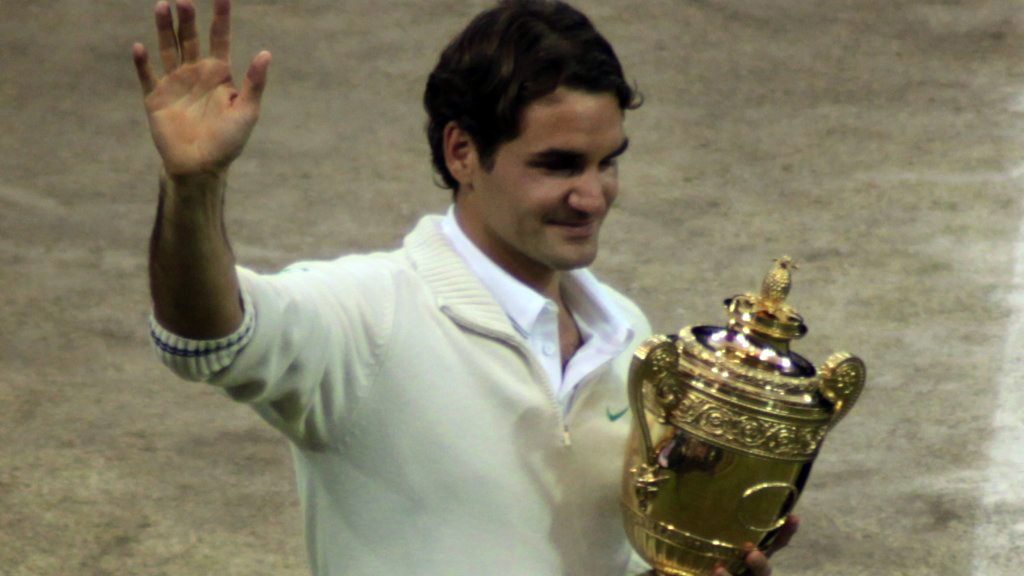
7. wimbledonský a 17. grandslamový titul získal v roce 2012

- 19 titulů od Wimbledonu 2003 do Wimbledonu 2017, čímž překonal 14 titulů Peta Samprase (US Open 1990 – US Open 2002),[1]
- 4. místo v absolutním počtu singlových titulů s Helen Willsovou Moodyovou; více trofejí získaly pouze Steffi Grafová (22), Serena Williamsová (23) a Margaret Courtová (24),
- 8 titulů ve Wimbledonu,
- 5 titulů na US Open v otevřené éře; rekord spolusdílen s Petem Samprasem a Jimmy Connorsem,
- jediný muž, který v otevřené éře vyhrál nejvyšší počet titulů na třech různých Grand Slamech,
- 5 titulů v otevřené éře Wimbledonu bez přerušení (2003–2007); rekord spolusdílen s Björnem Borgem (1976–1980),[2]
- 5 titulů v otevřené éře US Open bez přerušení (2004–2008); překonání rekordu Lendlových a McEnroeových tří trofejí v řadě,[3][4]
- výhrou ve finále US Open 2004 se stal prvním mužem otevřené éry, jemuž se podařilo zvítězit ve všech prvních 4 finálových duelech Grand Slamu.[5] Následně ve výhrách pokračoval a 7 vítěznými finále v řadě ustavil nový rekord open éry, než prohrál v osmém z nich s Rafaelem Nadalem na French Open 2006.[6] Roger Federer, Richard Sears a William Renshaw spoludrží absolutní rekord prvních 7 finálových výher,[5]
- vítěz Australian Open 2007 bez ztráty setu; rekord v otevřené éře spoludrží s Kenem Rosewallem, který neprohrál žádnou sadu na Australian Open 1971.
- vítěz Wimbledonu 2017 bez ztráty setu; rekord v otevřené éře spoludrží s Björnem Borgem. Dalšími hráči, kteří vyhráli Grand Slam bez ztraceného setu jsou Ilie Năstase na French Open 1973, Björn Borg na French Open 1978 a 1980 a Rafael Nadal na French Open 2008, 2010 a 2017[2][7]
- jediný muž otevřené éry, který vyhrál dvakrát 3 Grand Slamy v řadě; první sérii dovršil na Australian Open 2006[2] a druhou na Australian Open 2007,[8]
- ziskem titulu na Australian Open 2017 se stal jediným mužem historie, jenž vyhrál tři různé Grand Slamy alespoň pětkrát,
- jediný muž historie, který ve třech různých letech vyhrál tři Grand Slamy během jednoho kalendářního roku, a to v sezónách 2004, 2006 a 2007.[2] V otevřené éře získali alespoň tři tituly v jediném kalendářním roku Rod Laver (1969), Connors (1974), Mats Wilander (1988), Nadal (2010) a Novak Djoković (2011),
- jediný tenista, jenž úspěšně obhájil tři tituly na Grand Slamu během jedné sezóny, když v roce 2007 vyhrál Australian Open, Wimbledon a US Open,
- vítěz 12 ze 14 úvodních finále Grand Slamu v kariéře představuje nejlepší výkon muže v historii. Dvakrát odešel poražen z boje o titul na French Open. Dvanáct trofejí vybojoval na Australian Open 2004, 2006, 2007, ve Wimbledonu 2003–2007 a na US Open 2004–2007.[9] Premiérovou porážku mimo French Open utržil ve Wimbledonu 2008 od Nadala,
- jediný muž historie, jenž zvítězil v prvních 8 finále Grand Slamu hraných na tvrdém povrchu, na Australian Open 2004, 2006–2007 a US Open 2004–2008,
- jediný muž historie, který vyhrál 6 grandslamových titulů ve dvou letech, a to v sezónách 2006 a 2007, 8 titulů ve třech letech (2004–2006 a 2005–2007) a 11 titulů ve čtyřech letech (2004–2007),
- ve finále Grand Slamu čelil třinácti různým soupeřům, z nichž, kromě Juana Martína del Potra, dokázal (alespoň jednou) porazit dvanáct, což představuje mužský rekord. Poražení finalisté: 1. Philippoussis, 2. Safin, 3. Roddick, 4. Hewitt, 5. Agassi, 6. Baghdatis, 7. Nadal, 8. González, 9. Djoković, 10. Murray, 11. Söderling, 12. Čilić.
- šestý muž historie, jenž zkompletoval kariérní Grand Slam – výhru na všech čtyřech turnajích. Před ním tohoto výkonu dosáhli Fred Perry, Don Budge, Rod Laver, Roy Emerson, Andre Agassi a po něm v roce 2010 Rafael Nadal a roku 2016 Novak Djoković. V otevřené éře se tak po Laverovi a Agassim stal třetím mužem. V historii tenisu pak druhým hráčem, který získal kariérní Grand Slam na třech různých površích – antuce, trávě a tvrdém povrchu,
- v sezóně 2009 vyhrál jako čtvrtý muž otevřené éry tzv. Channel Slam, French Open a Wimbledon během jediného kalendářního roku; před ním trofej vybojovali Laver (1969), Borg (1978, 1979, 1980) a Nadal (2008, podruhé 2010),
- první muž historie, který byl současně úřadujícím šampiónem na Grand Slamech konaných na třech různých površích – antuce, trávě a tvrdém povrchu,[10] když měl v držení trofeje z US Open 2008, French Open 2009 a Wimbledonu 2009. Tento výkon představovala i kombinace jeho trofejí z French Open 2009, Wimbledonu 2009 a Australian Open 2010. Nadal se k němu připojil v sezóně 2010, když jako první vyhrál tři Grand Slamy na třech površích v řadě, a to French Open 2010, Wimbledon 2010 i US Open 2010,
- jako jeden ze dvou mužů vyhrál tři různé Grand Slamy nejméně dvakrát za sebou (Australian Open 2006–2007, Wimbledon 2003–2007 a US Open 2004–2008); druhým hráčem je Ivan Lendl (Australian Open 1989–1990, French Open 1986–1987, US Open 1985–1987),
- jediný muž, který na třech různých Grand Slamech vyhrál alespoň jeden finálový set „kanárem“ – poměrem 6–0, a to na US Open 2004, Australian Open 2006 a ve Wimbledonu 2006; současně představuje jediného mužského tenistu, který v jediném grandslamovém finále zahrál dva kanáry, a to na US Open 2004,
- v období 2004–2007 vyhrál, kromě Australian Open 2005, 11 z 12 Grand Slamů, které se nehrály na antuce,[11]
- od Wimbledonu 2005 do US Open 2007 vyhrál osm neantukových Grand Slamů za sebou,[11]
- jediný muž, který vyhrál finále všech čtyř Grand Slamů bez ztráty setu, a to Australian Open 2004, 2007, 2010, French Open 2009, Wimbledon 2003, 2005 a US Open 2004, 2007 a 2008,
- od Australian Open 2004 do US Open 2010 zvítězil na 14 z 21 Grand Slamů, které se nehrály na antuce,[11]
- jeden ze tří tenistů, kteří porazili Nadala ve finále grandslamu, a to ve Wimbledonu 2006 a 2007; druhým hráčem je Djoković (Španěla zdolal ve Wimbledonu 2011, US Open 2011 a na Australian Open 2012) a třetím Wawrinka (Nadala porazil ve finále Australian Open 2014),
- v třinácti kalendářních letech – sezónách, si zahrál alespoň jedno finále grandslamu (2003–12, 2014–15, 2017), čímž překonal dvanáct sezón Samprase (1990, 1992–2002).
- držitel největšího počtu vítězných utkání na turnajích Grand Slamu (325 po US Open 2017, čímž překonal Serenu Williamsovou),
- držitel rekordních 65 účastí na Grand Slamu bez přerušení (Australian Open 2000 – Australian Open 2016).

#### Finále mužské dvouhry

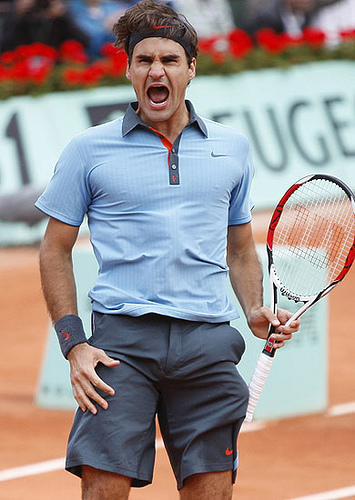
Kariérní grandslam zkompletoval na French Open 2009

- držitel nejvyššího počtu účastí ve finále mužské dvouhry Grand Slamu, když se mezi Wimbledonem 2003 a Wimbledonem 2017 probojoval do 29 finále; překonal tak rekord 19 účastí Ivana Lendla.[12] Pouze Chris Evertová (34), Martina Navrátilová (32) a Steffi Grafová (31) zaznamenaly vyšší počet účastí,
- jediný hráč, který si zahrál v 11 finále jediného grandslamu (Wimbledon)
- jediný mužský hráč, jenž postoupil do finále každého ze čtyř Grand Slamů více než třikrát, a současně alespoň pětkrát (6krát na Australian Open, 5krát na French Open, 11krát ve Wimbledonu, 6krát na US Open); trojnásobné účasti zaznamenali Roda Lavera, Ken Rosewall, Rafael Nadal a Novak Djoković,
- jediný mužský tenista v historii, který se probojoval do finále všech čtyř Grand Slamů ve dvou následných kalendářních sezónách (2006–2007) a jeden ze tří hráčů otevřené éry, jenž si zahrál čtyři finále v jediném roce (druhý po Rodu Laverovi, 1969 a třetím se stal Novak Djoković, 2015). V sezóně 2009 tento výkon zopakoval potřetí,
- sedmý muž otevřené éry, který se probojoval do finále všech Grand Slamů; šesti tenisty před ním byli Laver, Rosewall, Lendl, Edberg, Courier a Agassi. Později výčet doplnili Nadal ak Djoković,
- rekordní počet deseti za sebou jdoucích účastí ve finále, od Wimbledonu 2005 do US Open 2007, čímž překonal sérii sedmi finále Jacka Crawforda z roku 1934; osm z deseti zápasů vyhrál (kromě French Open 2006 a 2007, v nichž podlehl Nadalovi).[13][14] V otevřené éře drželi rekord se čtyřmi finále Laver (1969) a Agassi (2000),
- na French Open 2008 zahájil druhou nejdelší sérii grandslamových finále v historii, která skončila účastí o titul na Australian Open 2010,
- jediný tenista historie, včetně žen, jenž se probojoval do 18 finále v devatenácti za sebou jdoucích Grand Slamech, a to od Wimbledonu 2005 do Australian Open 2010. Pouze na Australian Open 2008 mu v semifinále uštědřil porážku pozdější vítěz Novak Djoković[15]; z 18 finále vyhrál 12,
- jediný mužský tenista historie, jenž si zahrál alespoň třikrát o grandslamový titul v jedné sezóně ve čtyřech následných rocích a pětkrát celkově (2004, 2006–2009),[2]
- třetí hráč otevřené éry, který se probojoval osmkrát do finále jediného Grand Slamu, a to ve Wimbledonu. Navázal tak na osm Lendlových účastí na US Open a osm Samprasových finále z US Open; následně se čtvrtým hráčem stal Nadal na French Open,
- jediný muž historie, který si zahrál sedmkrát v řadě finále wimbledonské dvouhry (2003–2009),
- jediný mužský tenista otevřené éry, který se devětkrát probojoval do finále Wimbledonu. Sampras se v boji o titul objevil sedmkrát (1993–1995, 1997–2000) a Boris Becker také sedmkrát (1985–1986, 1988–1990, 1991, 1995),
- druhý hráč v sedmi následných grandslamových finále, a to ve Wimbledonu 2003–2009; rekord drží Lendl s osmi zápasy o titul na US Open 1982–1989,
- pouze Federer (11krát Wimbledon, 6krát US Open), Borg (6krát French Open, 6krát Wimbledon), Connors (6krát Wimbledon, 7krát US Open) a Sampras (7krát Wimbledon, 8krát US Open) se objevili alespoň v šesti finále dvou různých Grand Slamů,

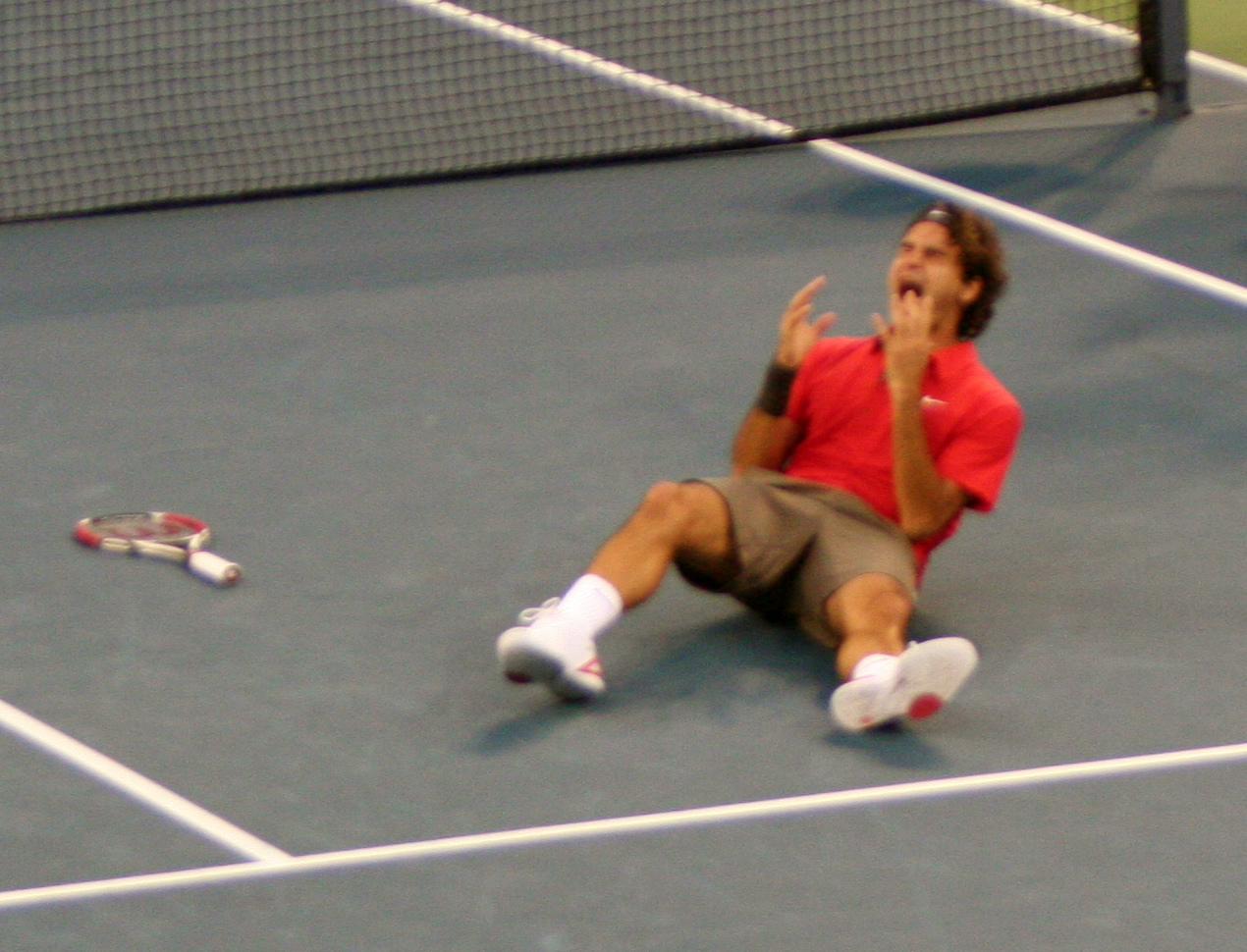
Emoce při zisku rekordního pátého titulu na US Open za sebou, 2008

- jediný muž, který si zahrál šest po sobě jdoucích finále na dvou různých Grand Slamech (Wimbledon 2003–2009, US Open 2004–2009),[2]
- v otevřené éře je spolu Nadalem (2005–2008 a 2010-2013), Lendlem (1984–1987) a Borgem (1978–1981) jedním ze čtyř tenistů, kteří se probojovali čtyřikrát v řadě do finále French Open (Federer 2006–09),
- jediný mužský hráč historie, který dosáhl alespoň čtyř finálových účastí v řadě na třech různých Grand Slamech (2006–2009 French Open, 2003–2009 Wimbledon, 2004–2009 US Open),
- Federer, Lendl, Laver, Roy Emerson a Fred Perry jsou jediní mužští hráči, kteří si zahráli finále všech čtyř Grand Slamů ve dvou po sobě jdoucích letech,
- Federer (2006–2009) a Borg (1978–1981) jsou jedinými muži, kteří se probojovali čtyřikrát po sobě do finále French Open a Wimbledonu,
- první mužský hráč historie, který se objevil v každé ze čtyř následných sezón ve třech finále grandslamových turnajů (2006–2009 na French Open, Wimbledonu, US Open),
- první mužský hráč historie, který se objevil ve finále Australian Open, Wimbledonu a US Open ve čtyřech kalendářních letech (2004, 2006–2007, 2009),
- první mužský hráč historie, který se objevil v šesti po sobě jdoucích finále Wimbledonu a US Open během stejných sezón (2004–2009),
- první mužský hráč historie, který si během sezóny zahrál nejméně dvě finále Grand Slamu, a to v šesti následných letech (2004–2009),
- při navazujících finále dvou Australian Open, čtyř French Open, sedmi Wimbledonů a šesti US Open, nikdy neprohrál – vyjma French Open, dvě po sobě jdoucí finále na stejném Grand Slamu,
- v roce 2008 odehrál proti Nadalovi nejdelší wimbledonské finále historie, které trvalo 4.48 hodin,
- v roce 2008 prohrál jedinkrát v kariéře dvě po sobě jdoucí finále na dvou Grand Slamech, když jej na French Open i ve Wimbledonu zdolal Nadal,
- jediný mužský hráč, který vyhrál všechny grandslamy a ze všech odešel také jako poražený finalista,
- ve finále čelil soupeřům z jedenácti států: 1. Austrálie (Philippoussis a Hewitt), 2. Rusko (Safin), 3. USA (Agassi a Roddick), 4. Kypr (Baghdatis), 5. Španělsko (Nadal), 6. Chile (González), 7. Srbsko (Djoković), 8. Spojené království (Murray), 9. Švédsko (Söderling), 10. Argentina (del Potro), 11. Chorvatsko (Čilić)).

### Semifinále mužské dvouhry
- rekordní počet 42 semifinále Grand Slamu (Wimbledon 2003 – Wimbledon 2017), čímž překonal Connorsův výkon 31 účastí (Australian Open 1974 – US Open 1991),
- rekordní počet 23 semifinále Grand Slamu bez přerušení (Wimbledon 2004 – Australian Open 2010), čímž překonal 10 účastí Lavera a Lendla.[16] Během tohoto období jej na majorech porazili pouze čtyři hráči: Juan Martín del Potro, Rafael Nadal, Novak Djoković a Marat Safin; všichni byli v době výhry členy elitní světové desítky[17] a následně turnaj vždy vyhráli. Tuto sérii ukončil Robin Söderling ve čtvrtfinále French Open 2010.[18] Pouze jedinkrát prohrál Federer během série dvě následná semifinále, a to na Australian Open 2005 se Safinem a French Open 2005 s Nadalem,
- jako jediný muž historie se sedmkrát v řadě probojoval do semifinále wimbledonské dvouhry (2003–2009),
- účastí v osmi následných semifinále na US Open (2004–2011) je spolu s Lendlem (1982–1989) a Djokovićem (2007–2014) na druhém místě za šňůrou dvanácti semifinále Connorse (1974–1985),
- první hráč, který si zahrál alespoň sedm za sebou jdoucích semifinále na třech různých Grand Slamech (Australian Open 2004–2014, Wimbledon 2003–2009 a US Open 2004–2011),
- první muž otevřené éry, který se objevil v pěti semifinále French Open bez přerušení (2005–2009). Stejný výkon pak vyrovnal Rafael Nadal (2010–2014). V minulosti se pětkrát v řadě do semifinálové fáze probojovali také René Lacoste (1925–1929), Henri Cochet (1926–1930) a šestkrát v řadě si semifinále zahrál Eric Sturgess (1947–1952),[19]
- v otevřené éře drží rekordní počet dvanácti semifinále ve Wimbledonu,
- v otevřené éře drží rekordní počet jedenácti semifinále na Australian Open v řadě (2004–2014), čímž překonal šest účastí Lendla (1985–1991, ročník 1986 nebyl hrán),
- jediný muž historie, který se probojoval nejméně sedmkrát do semifinále všech čtyř Grand Slamů,
- jediný muž historie, který se probojoval nejméně pětkrát za sebou do semifinále všech čtyř Grand Slamů,
- během rekordního období 23 semifinále bez přerušení zaznamenal poměr vyhraných a prohraných setů 450–75 (85,7 %),[20]
- 17 grandslamových semifinále na tvrdém povrchu v řadě, a to od Australian Open 2004 do Australian Open 2012,

### Čtvrtfinále mužské dvouhry
- účast v 51 čtvrtfinále Grand Slamu, čímž překonal Connorsův rekord 41 účastí[21],
- rekordní počet 36 čtvrtfinále Grand Slamu bez přerušení, který vytvořil od Wimbledonu 2004 do French Open 2013. Překonal tak Connorsův výkon 27 účastí mezi poslední osmičkou hráčů, jenž vytvořil mezi Wimbledonem 1973 a French Open 1983. Federer tak během rekordní série nevynechal žádný grandslamový turnaj, na rozdíl od Connorse, který po roce 1975 nikdy nestartoval na Australian Open a během období 1974–1978 nehrál French Open. Během rekordní šňůry prohrál čtvrtfinále dvakrát za sebou pouze jednou, a to s Robinem Söderlingem na French Open a s Tomášem Berdychem ve Wimbledonu 2010,
- rekordní počet 9 čtvrtfinále bez přerušení na French Open v letech 2005–2013.[22] Také dosáhl na rekordních 10 čtvrtfinále z French Open, čímž překonal devět účastí Andreho Agassiho a Guillerma Vilase.[23]
- rekordní počet 15 čtvrtfinále ve Wimbledonu (2001–2017)

### Rekordy v páru s dalším tenistou

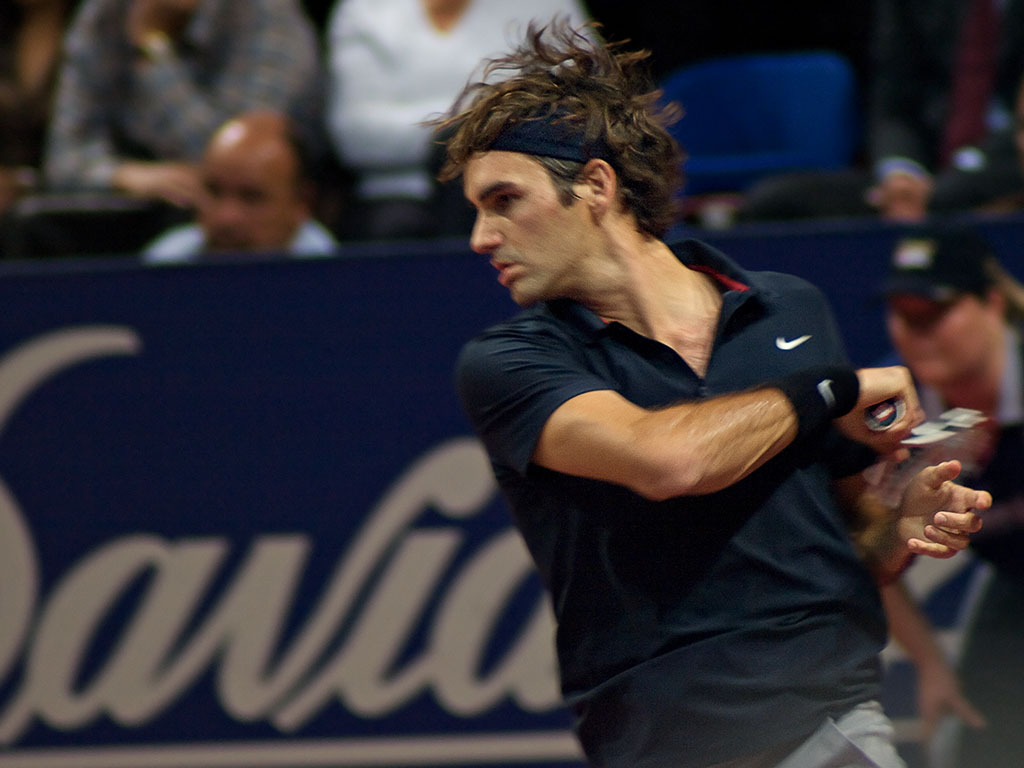
Na Swiss Indoors v rodné Basileji se stal držitelem rekordních 6 titulů. V roce 2014 se zde jako první mužský hráč otevřené éry probojoval do 11 finále na konkrétním turnaji

- od Wimbledonu 2003 do Wimbledonu 2012 vyhrál s Nadalem rekordních 28 z 37 Grand Slamů, a to vyjma US Open 2003, French Open 2004, Australian Open 2005, Australian Open 2008, US Open 2009, Australian Open 2011, Wimbledonu 2011, US Open 2011 a Australian Open 2012. Ani jeden člen dvojice nebyl přítomen ve finále pouze pětkrát, a to na US Open 2003, French Open 2004 a Australian Open 2005, 2008 a 2011,
- spolu s Nadalem byli prvními nasazenými hráči na 30 Grand Slamech za sebou, a to mezi French Open 2004 a Wimbledonem 2011,
- v sedmi sezónách v řadě 2004–2010 vyhrál Federer nebo Nadal vždy alespoň tři ze čtyř Grand Slamů roku,
- Federer a Nadal jsou jedinými hráči, kteří se jako úřadující světová jednička a dvojka utkali ve finále French Open a Wimbledonu ve dvou kalendářích letech za sebou. Jako jediný pár historie spolu odehráli finále pařížského a londýnského majoru třikrát v řadě (2006–2008),[24]
- jako první dvojice historie nastoupili Federer a Nadal do osmi singlových finále Grand Slamu proti sobě, a to ve Wimbledonu 2006–2008, na French Open 2006–2008, Australian Open 2009 a French Open 2011. V rozmezí šesti let tak překonali rekord Williama Tildena a Williama Johnstona sedmi vzájemných finále z US Championship 1919–1925 v rozmezí sedmi let,[25]
- Federer a Nadal jsou prvním párem otevřené éry, jehož členové se čtyřikrát utkali ve finále French Open (2006-2008 a 2011)
- jediný mužský hráč, který třikrát čelil dvou různým soupeřům ve wimbledonském finále (Roddickovi a Nadalovi),
- Federer a Nadal vyhráli jako pár Wimbledon a French Open šest let za sebou (2005–2010).
- Federer a Nadal vyhráli jako pár French Open, Wimbledon a US Open čtyři roky za sebou (2005–2008) a popáté roku 2010,
- Federer a Nadal vyhráli jako pár třikrát kalendářní (čistý) Grand Slam (2006–2007, 2010).

### Vítězné série ve dvouhře
- v osmifinále Wimbledonu 2001 ukončil Federer 31zápasovou wimbledonskou neporazitelnost Peta Samprase,[26]
- osmifinálovou výhrou nad Michailem Južným na French Open 2007 dosáhl Federer na jedenácté vítězné utkání Grand Slamu v poměru 3:0 na sety za sebou. Tím vyrovnal mužský rekord otevřené éry Johna McEnroea v sérii grandslamových výher bez ztráty sady,[27]
- drží dvě série 27zápasové neporazitelnosti (2005–2006, 2006–2007). Pouze Rod Laver vyhrál bez přerušení o dvě utkání více, a to mezi lety 1969–1970[28] (později dosáhl na 27zápasovou sérii také Djoković),
- šňůra 40zápasové neporazitelnosti ve Wimbledonu (2003–2008), čímž zaostal o jediné utkání za absolutním mužským rekordem Björna Borga z let 1976–1981,
- šňůra 40zápasové neporazitelnosti na US Open (2004–2009) představuje rekord otevřené éry,[29]
- jediný muž, který dosáhl 40zápasové neporazitelnosti na dvou různých Grand Slamech, ve Wimbledonu 2003–2008 a na US Open 2004–2009
- jediný hráč, který dosáhl 19zápasové neporazitelnosti na třech různých Grand Slamech (třetí série na Australian Open 2006–2008),
- výhrou nad krajanem Stanislasem Wawrinkou v osmifinále French Open 2010 se stal prvním tenistou, kterému se podařilo vytvořit 11zápasovou neporazitelnost na každém ze čtyř Grand Slamů. Rafael Nadal tento výkon dosáhl po osmifinálové výhře nad Gillesem Müllerem na US Open 2011,
- nejvíce 87 vítězných utkání dvouhry v otevřené éře na Australian Open (po ročníku 2017), čímž překonal 56 výher Stefana Edberga,
- nejvíce 325 vítězných utkání dvouhry na Grand Slamu (po US Open 2017), čímž mezi muži překonal 233 výher Jimmyho Connorse[30] a v absolutním počtu 316 výher Sereny Williamsové,

### Další vybrané výkony
- první mužský tenista nasazený jako číslo jedna na 18 za sebou jdoucích Grand Slamech, od French Open 2004 do Wimbledonu 2008,[31]
- první mužský tenista nasazený jako číslo jedna na 23 Grand Slamech, Pete Sampras byl turnajovou jedničkou na 22 Grand Slamech,
- jako jediný hráč vyhrál 124 grandslamových utkání proti hráčům mimo elitní pětku žebříčku ATP bez přerušení (Wimbledon 2004 – US Open 2009). Sérii ukončil Juan Martín del Potro ve finále US Open 2009, když mu aktuálně patřila 6. pozice světové klasifikace, a po titulu se posunul na 5. místo,[32]
- jako jediný hráč vyhrál 75 setů v utkáních 1. kola Grand Slamu bez přerušení (US Open 2003 – US Open 2009). Sérii, v níž neztratil žádnou sadu v úvodním kole po více než šest let (24 utkání), ukončil Igor Andrejev na Australian Open 2010,
- nikdy neprohrál grandslamový zápas při vedení 2:0 na sety až do čtvrtfinále Wimbledonu 2011, kdy jej zdolal Jo-Wilfried Tsonga.[33]
- jediný aktivní tenista, který má více než 85% úspěšnost výher na třech ze čtyř Grand Slamů (vyjma French Open). Pouze Federer, Rafael Nadal a Novak Djoković dosáhli více než 80% úspěšnosti na všech čtyřech Grand Slamech,
- jediný muž, který dosáhl na 95% úspěšnost výher grandslamových turnajů ve třech sezónách (2004, 2006 a 2007),
- jediný muž, který vyhrál nejméně 20 utkání Grand Slamu za rok v osmi následných sezónách (2004–2011),
- výhrou nad Albertem Ramosem-Viñolasem v úvodním kole Wimbledonu 2012, se stal jediným hráčem, který zaznamenal nejméně 60 vítězných utkání na třech různých Grand Slamech (Australian Open, Wimbledonu a US Open). Jimmy Connors a Pete Sampras vyhráli alespoň 60 utkání na dvou různých Grand Slamech (US Open a Wimbledonu),[34]
- jediný hráč, který zaznamenal nejméně 65 vítězných utkání na čtyřech různých Grand Slamech,[35],
- jako první nebo druhý nasazený startoval na 30 po sobě jdoucích grandslamových turnajích, od US Open 2003 do Australian Open 2011.
- po odehrání US Open 2017 drží v tzv. nočních show newyorského grandslamu statistiku výher 36–2 (utkání hraná pozdě večer na centrálním dvorci).[36]

## Turnaj mistrů – ATP World Tour Finals

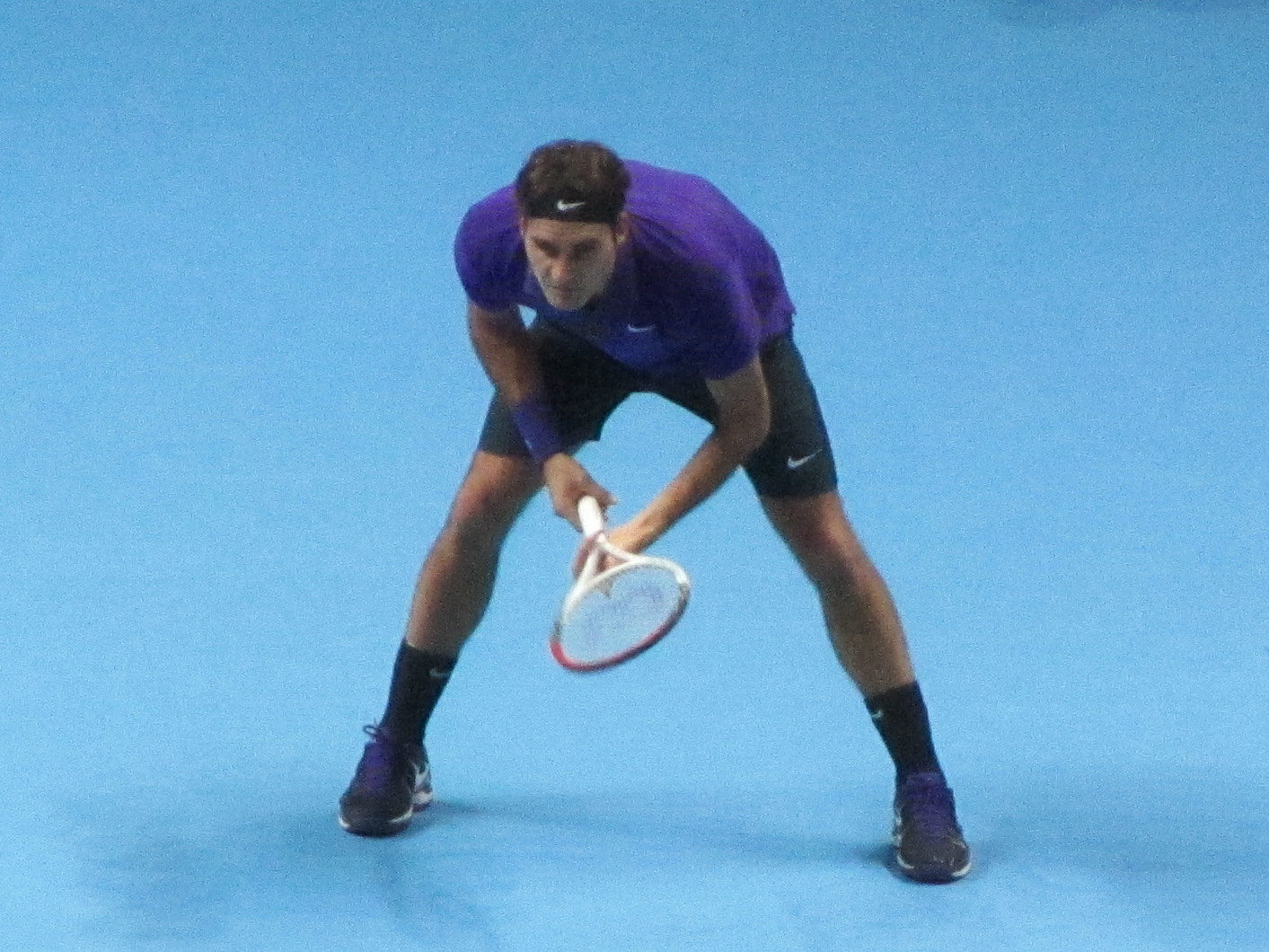
Jako jediný dokázal Turnaj mistrů vyhrát šestkrát a vybojovat na něm historicky nejvyšší počet vítězných utkání

- držitel rekordního počtu 6 titulů na ATP World Tour Finals (2003–2004, 2006–2007, 2010–2011),
- jeden ze dvou hráčů, který vyhrál turnaj bez porážky více než jednou, a to pětkrát (2003–2004, 2006, 2010–2011), Djoković zvítězil bez prohry třikrát
- Federer (2003–2007), Lendl (1980–1988) a Năstase (1971–1975) jsou jediní, kteří se probojovali do finále alespoň pětkrát za sebou. Lendl drží rekord sérií devíti účastí v řadě,
- jediný hráč, který vyhrál turnaj ve třech různých městech (2krát v Houstonu, 2krát v Šanghaji a 2krát v Londýně),
- jediný hráč, který startoval na turnaji 14krát, navíc v řadě (2002–2015)
- Federer (2003–2007, 2010–2012, 2014–2015) drží rekord v počtu deseti finále,
- Federer drží rekord v počtu třinácti semifinále,
- Federer drží nejvyšší počet 52 vítězných utkání, když v roce 2012 překonal předešlý Lendlův rekord 39 výher,
- v deseti finále nastoupil proti osmi různým soupeřům (Agassimu, Hewittovi, Nalbandianovi, Blakeovi, Ferrerovi, Nadalovi, Tsongovi, Djokovićovi), což je rekordní počet soupeřů v boji o titul,
- Federer, Lendl a Djoković drží rekordní sérii 14 vítězných utkání v řadě. Federer má také dvě další série 12zápasové neporazitelnosti.

## ATP World Tour Masters 1000

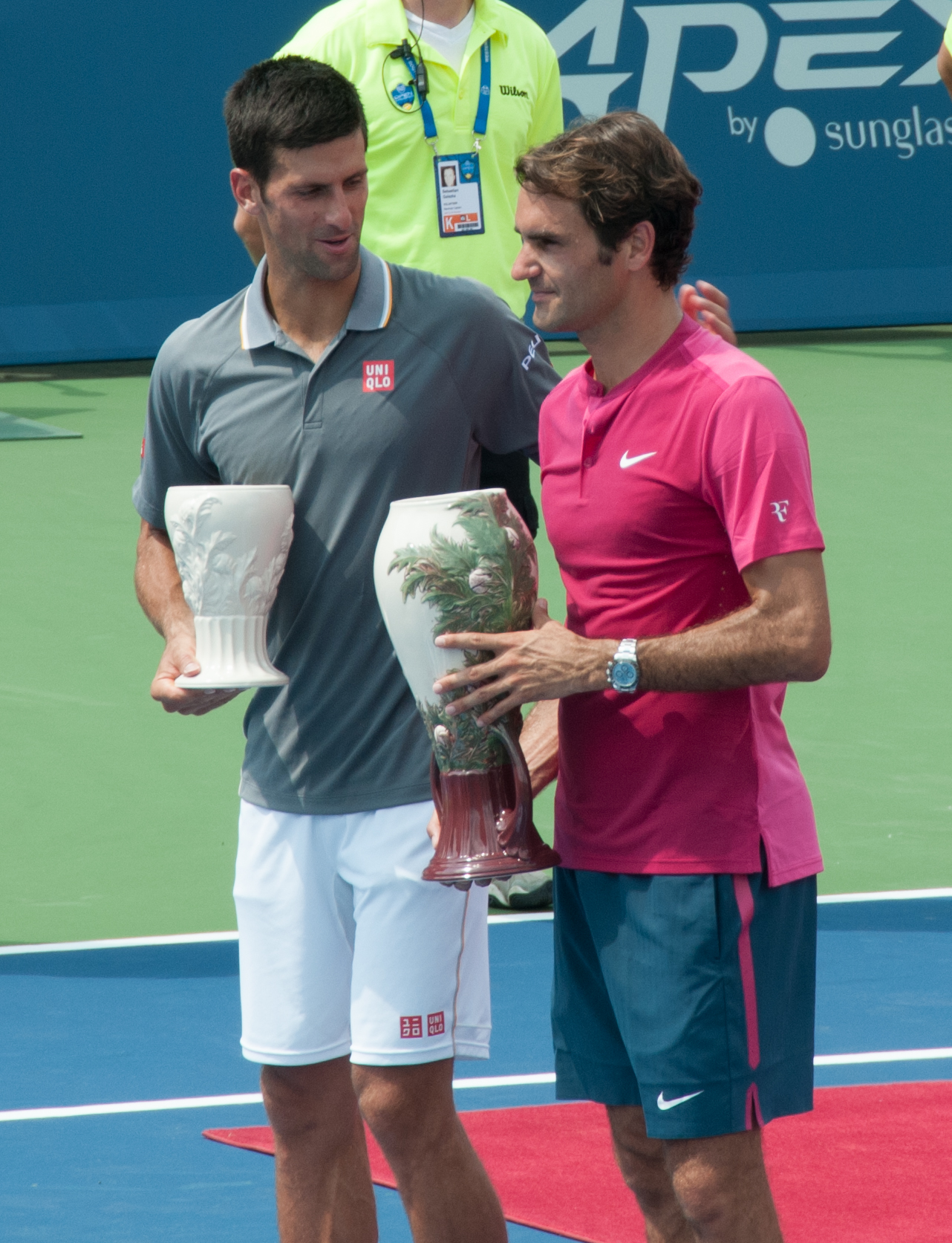
Na Cincinnati Masters je držitelem rekordního počtu sedmi titulů, když všech sedm finále vyhrál. Na obrázku je Federer (vpravo) po finále 2015 s Djokovićem

- rekordní počet 350 vyhraných zápasů po Shanghai Masters 2017
- rekordní počet 46 účastí ve finále dvouhry, spolu s Rafaelem Nadalem po Shanghai Masters 2017
- 5 titulů na Indian Wells Masters s Novakem Djokovićem,
- rekordní počet 7 finálových účastí na Indian Wells Masters,
- nejstarší vítěz i finalista dvouhry série v 36 letech a 2 měsících věku na Shanghai Masters 2017
- jako první hráč vyhrál více než 300 zápasů v sérii, výhra ve druhém kole Cincinnati Masters 2014 znamenala 300. výhru,
- první hráč, který vyhrál 4 tituly ATP World Tour Masters 1000 v jedné sezóně (2005), když zvítězil na čtyřech z pěti turnajů série, do nichž nastoupil,
- Federer, Djoković a Nadal jsou jediní, kteří si zahráli finále všech 9 stávajících turnajů ATP World Tour Masters 1000, kterými série disponuje,
- jediný hráč, který nastoupil do finále Masters 1000 v 11 městech (2002 Miami, 2002 Hamburk, 2003 Řím, 2004 Indian Wells, 2004 Toronto, 2005 Cincinnati, 2006 Monte-Carlo, 2006 Madrid, 2007 Montréal, 2010 Šanghaj a 2011 Paříž). Tento rekordní počet byl umožněn nahrazením turnaje Hamburku za Šanghaj v roce 2009 a díky cyklickému střídání dvou dějišť Canada Masters (Toronta a Montréalu),
- první hráč, který vyhrál 9 po sobě jdoucích finále, do nichž nastoupil (2004 Indian Wells – 2006 Miami). Nadal tento výkon později vyrovnal (2005 Monte Carlo – 2007 Řím). Oba hráči si rekordní série vzájemně ukončili,
- jediný hráč, který vyhrál všechny čtyři severoamerické turnaje série alespoň dvakrát,
- držitel rekordního počtu 7 titulů na Cincinnati Masters (2005, 2007, 2009, 2010, 2012, 2014, 2015),
- sérii Federerovy 29zápasové neporazitelnosti na turnajích Masters ukončil Nadal ve finále Masters Series Monte-Carlo 2006,[2] Jednalo se o rekordní šňůru výher až do roku 2011, kdy ji překonal Djoković 31 vítěznými zápasy,
- Federer, Nadal a Djoković jsou jediní hráči, kteří se probojovali nejméně do čtyř po sobě jdoucích finále série. Federer odehrál 4 finále v řadě třikrát (Indian Wells 2006 – Řím 2006, Hamburk 2007 – Madrid 2007, Madrid 2010 – Šanghaj 2010),

## Žebříček ATP

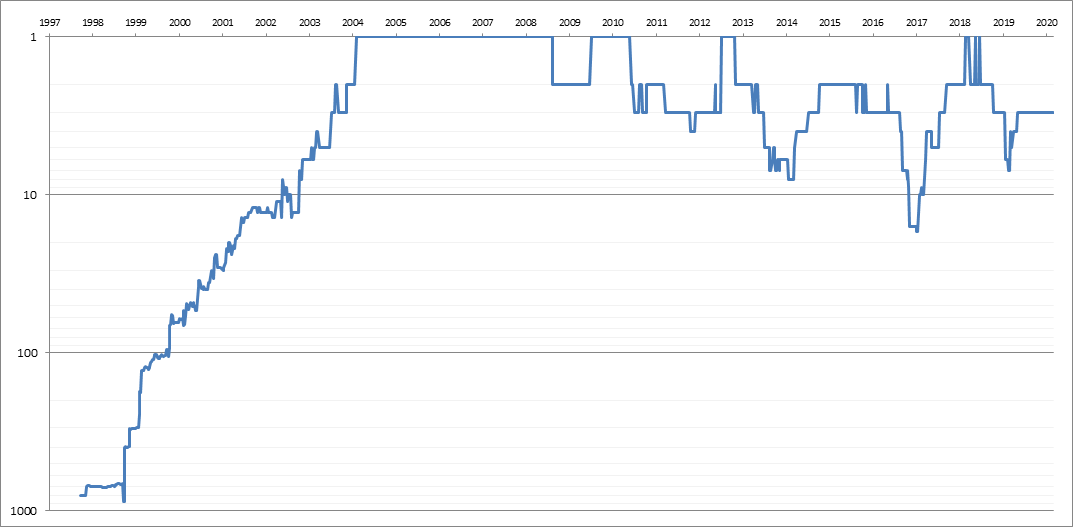
Vývoj postavení na žebříčku ATP dvouhry mezi 1997–2015

- v pondělní klasifikaci ATP z 29. října 2012 dosáhl Federer na rekordní počet 302 týdnů strávených na čele žebříčku (ve třech oddělených obdobích), čímž překonal Samprasových 286 týdnů (v jedenácti oddělených obdobích).[37][38][39] Pouze Martina Navrátilová (331 týdnů) a Steffi Grafová (377 týdnů) strávily na čele světové klasifikace delší dobu od zavedení žebříčků v první polovině 70. let 20. století,
- první a jediný mužský hráč, který strávil na čele více než 300 týdnů,
- první tenista, včetně ženské kategorie, který strávil na čele žebříčku více než 200 týdnů bez přerušení,
- první tenista, včetně ženské kategorie, který figuroval na čele žebříčku a současně byl turnajovou jedničkou na třech olympijských hrách – konaných v řadě i celkově, když tohoto výkonu dosáhl v Athénách 2004, Pekingu 2008 a Londýně 2012,
- jeden ze čtyř hráčů, kteří zakončili sezónu na prvním místě v letech, které na sebe nenavazovaly. (Federer 2009, Ivan Lendl 1989, Rafael Nadal 2010 a 2013, Novak Djoković 2014),[40]

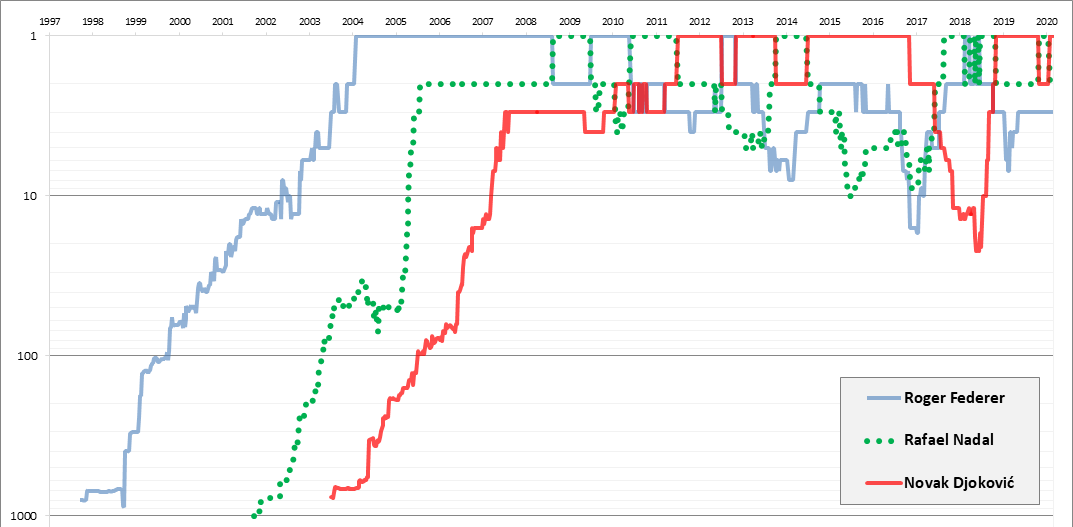
Vývoj postavení na žebříčku ATP dvouhry:
Roger Federer
Rafael Nadal
Novak Djoković

- třetí hráč, který zakončil sezónu jako světová jednička alespoň pětkrát (Federer 2004–2007 a 2009, Jimmy Connors 1974–1978 a Pete Sampras 1993–1998),[41]
- čtvrtý hráč, který zakončil sezónu jako světová jednička alespoň čtyřikrát za sebou (Federer 2004–2007, Connors 1974–1978, John McEnroe 1981–1984 a Sampras 1993–1998),[41]
- pátý hráč, který byl klasifikován na prvním místě po všechny týdny kalendářního roku (2005–2007). Dalšími jsou Connors, Lendl, Sampras, Lleyton Hewitt a Djoković.[2] Federer tento výkon zopakoval ve třech po sobě jdoucích sezónách (2005–2007),
- až do 18. srpna 2008, kdy jej na čele žebříčku ATP vystřídal Rafael Nadal, vévodil svštové klasifikaci 237 týdnů bez přerušení, což představuje absolutní tenisový rekord. Překonal tak Connorsových 160 týdnů.[42] Mezi ženami drží rekord Steffi Grafová se 186 týdny,
- první období na čele žebříčku strávil 237 týdnů (2. února 2004 – 17. srpna 2008), druhé 48 týdnů (6. července 2009 – 6. června 2010) a třetí úsek trval 17 týdnů (9. července 2012 – 4. listopadu 2012),
- první tenista, včetně ženské kategorie, který strávil na čele žebříčku 285 týdnů pouze ve dvou obdobích,
- první a jediný tenista, který na prvním nebo druhém místě žebříčku zakončil osm sezón bez přerušení (2003–2010) a celkově pak desetkrát (2003–2010, 2012, 2014),
- jako první nebo druhý hráč žebříčku figuroval rekordních 346 týdnů bez přerušení (17. listopadu 2003 – 4. července 2011), čímž překonal Connorsův rekord 300 týdnů,
- jako první nebo druhý hráč žebříčku figuroval celkem 478 týdnů, čímž překonal Samprasův rekord 376 týdnů; ATP zahájila pravidelné týdenní aktualizace 25. června 1984 (Ivan Lendl byl mezi prvníma dvěma 303 týdnů, ale před červnem 1984 strávil na čele dalších více než 100 týdnů).[43]
- jediný tenista, který si zahrál finále všech čtyř Grand Slamů jako světová jednička (Australian Open 2006, French Open 2006, Wimbledon 2004, US Open 2004) i jako světová dvojka (Australian Open 2004, French Open 2009, Wimbledon 2009, US Open 2008). Všechny čtyři grandslamové turnaje vyhrál také jako světová dvojka a tři ze čtyř jako světová jednička (vyjma French Open),
- čtvrtý muž, který strávil na čele klasifikace úhrnem více než pět let (260 týdnů). Prvním se stal Connors následován Lendlem a Samprasem,

## Série neporazitelnosti
- v letech 2003–2008 vytvořil historický rekord sérií 65zápasové neporazitelnosti na trávě, kterou ukončil Rafael Nadal v jednom z nejlepších utkání historie tenisu – finále Wimbledonu 2008,[44] Během této šňůry odehrál jen dva pětisetové zápasy a z celkových 186 sad prohrál 16 (170–16).[45]
- v letech 2005–2006 vytvořil historický rekord sérií 56zápasové neporazitelnosti na tvrdém povrchu, kterou ukončil Rafael Nadal ve finále dubajského turnaje 2006.[2] Federer také drží druhou nejdelší šňůru na tvrdém povrchu, a to 36 výher (2006–2007). V rozmezí 25 měsíců, od února 2005 do února 2007, zaznamenal na tomto povrchu bilanci vítězných zápasů 111–2 (98,2 %),
- držitel rekordních 26 vítězných utkání bez přerušení nad hráči první světové desítky žebříčku ATP.[46] Neporazitelnost trvala 16 měsíců mezi říjnem 2003 a lednem 2005. Ukončila ji porážka od Marata Safina v semifinále Australian Open,
- držitel rekordu 41zápasové neporazitelnosti proti tenistům Spojených států. Šňůra začala výhrou nad Jamesem Blakem na US Open 2003, trvala 55 měsíců, a skončila v semifinále Indian Wells Masters 2008 prohrou s Mardym Fishem[47],
- držitel rekordu 55zápasové neporazitelnosti na turnajích v Severní Americe. Sérii ukončil v srpnu 2006 Andy Murray.[2] (Tato porážka znamenala konec Federerovy šňůry 17 finále v řadě, čímž zaostal pouze jednu finálovou účast za rekordním zápisem 18 finále Ivana Lendla z let 1981 a 1982[2]),
- jediný hráč otevřené éry, který drží sedm sérií nejméně 20zápasové neporazitelnosti. První vytvořil v létě 2004 s 23 vítěznými zápasy. Druhá trvala 26 střetnutí od druhé poloviny sezóny 2004 do počátku roku 2005. Třetí přišla v první polovině sezóny 2005 a činila 25 výher.[2] Následovala čtvrtá s 35zápasovou neporazitelností na konci stejné sezóny. Páté a nejdelší období začalo na US Open 2006 a po 41 utkáních bez prohry skončilo 11. března 2007. Během této série získal tituly na US Open, v Tokiu, Madridu, Basileji, Šanghaji, na melbournském Australian Open a v Dubaji. Ukončila ji prohra od Guillerma Cañase ve druhém kole Indian Wells Masters. Šestou šňůru odehrál v roce 2009, její délka činila 21 zápasů, a zahrnovala triumfy z Madridu, Roland Garros a Wimbledonu. Poslední sedmá série přišla na konci sezóny 2011, kdy Federer zůstal neporažen ve 24 střetnutích. Zvítězit dokázal v Basileji, Paříži, na Turnaji mistrů a v úvodu nového roku 2012 také v Dauhá. V semifinále Australian Open 2012 pak podlehl Nadalovi.

### Série finálové neporazitelnosti
- držitel rekordu otevřené éry s 24 vyhranými finále bez přerušení. Neporažen zůstal od vídeňského finále v říjnu 2003 až do bangkockého boje o titul v září 2005. Překonal tak stávající rekord 12 vítězných finále v řadě Johna McEnroea a Björna Borga.[2] Sérii ukončil David Nalbandian ve finále Turnaje mistrů 2005.[2]

## Individuální rekordy
- v semifinále Turnaje mistrů 2004 proti Maratu Safinovi vyhrál tiebreak druhé sady poměrem 20–18. Jednalo se o nejdelší zkrácenou hru s 38 odehranými míči od jejího zavedení v tenise (spolurekord drží pět dalších tiebreaků se stejným počtem odehraných míčů). Představuje také nejdelší zkrácenou hru historie Turnaje mistrů,[2]
- 77 odehraných gamů ve finále Wimbledonu 2009 proti Andymu Roddickovi představovalo nejdelší grandslamové finále dvouhry podle počtu her od zavedení tiebreaku do tenisu,
- pátý set finále Wimbledonu 2009 proti Roddickovi skončil poměrem gamů 16–14, což znamenalo nejvyšší počet 30 her v rozhodující sadě finále grandslamové dvouhry. Až v posledním 77. gamu dokázal Federer poprvé v utkání prolomit soupeřovo podání, což znamenalo rekord 36 udržených podání jednoho hráče za sebou ve finále Grand Slamu,
- 50 es Federera ve finále Wimbledonu 2009 představuje nejvyšší počet es zahraných hráčem ve finále Grand Slamu,
- semifinále dvouhry olympijského turnaje 2012 v Londýně, v němž Federer zdolal Juana Martína del Potra 3–6, 7–6 a 19–17, bylo nejdelším zápasem hraným na dvě vítězné sady v otevřené éře tenisu. Jeho doba trvání činila 4 hodiny a 26 minut, čímž překonalo rekord o 23 minut, který drželo semifinále Novaka Djokoviće a Rafaela Nadala z turnaje Mutua Madrilena Madrid Open 2009.[48][49][50]

## Další vybrané výkony
- vítěz rekordních 17 titulů na trávě v otevřené éře,
- vítěz rekordních 63 titulů na tvrdém povrchu v historii tenisu,
- jediný hráč otevřené éry, který vyhrál nejméně deset titulů na antuce, trávě, tvrdém povrchu v hale i tvrdém povrchu venku,
- do roku 2005 zkompletoval tituly ze všech povrchů – antuky, trávy, koberce a tvrdého povrchu, ve dvouhře i čtyřhře,
- jako třetí hráč zaznamenal více než 500 vítězných utkání na tvrdém povrchu a překonal rekordní počet 598 výher Andreho Agassiho, když jich jako jediný dosáhl přes 600 a více než 100 na trávě,
- jediný hráč, který vyhrál 7 různých turnajů nejméně pětkrát (5krát US Open, 6krát ATP World Tour Finals, 7krát Dubaj, Cincinnati a Basilej, 8krát Wimbledon, 9krát Halle),
- jediný hráč, který v každé ze tří různých sezón (2004, 2006 a 2007) vyhrál turnaje na čtyřech kontinentech. Petu Samprasovi se tento výkon povedl v letech 1993 a 1994,
- jediný hráč otevřené éry, který vyhrál turnaje dvouhry v 19 státech: Austrálii, Čínské lidové republice, Kanadě, Francii, Itálii, Japonsku, Kataru, Německu, Nizozemsku, Portugalsku, Rakousku, Spojeném království, Spojených arabských emirátech, Spojených státech, Španělsku, Švédsku, Švýcarsku, Thajsku a Turecku,
- vítěz 94 singlových titulů ATP Tour, což ho řadí na druhé místo statistik otevřené éry spolu s Ivanem Lendlem za 109 titulů Connorse,
- jako účastník 142 finále dvouhry na turnajích ATP Tour figuruje na třetím místě statistik otevřené éry za Lendlem a Connorsem,
- účastí ve finále Swiss Indoors 2015 se stal prvním mužským tenistou otevřené éry tenisu, který se dvanáctkrát probojoval do finále stejné události,
- třetí muž, jenž během Wimbledonu 2017 překonal hranici 10 000 es (statistika je počítána od roku 1991). Zařadil se tak po bok Gorana Ivaniševiće a Iva Karloviće,
- v sezóně 2004 se stal osmým hráčem otevřené éry, jenž zvítězil alespoň na 11 turnajích během jedné sezóny, a současně se stal prvním mužem historie, který v rozmezí jednoho roku vyhrál nejméně 10 titulů bez finálové porážky,[2]
- v sezóně 2005 se stal čtvrtým hráčem otevřené éry, jenž během jedné sezóny zvítězil nejméně na 11 turnajích dvakrát. Prvním, kterému se tento výkon podařil byl Jimmy Connors v letech 1973–1974,
- v sezóně 2006 vytvořil nový rekord procentuální úspěšnosti ve finále, když ze 17 finále jich vyhrál 16, což představuje úspěšnost 94,1 %.[51] Navíc jako první od sezóny 1995 a výkonu Thomase Mustera během jedné sezóny zvítězil na 12 turnajích dvouhry.[2] Představuje také jediného hráče, jenž vyhrál nejméně 10 singlových turnajů v roce ve třech po sobě jdoucích letech,[2]
- v každé z deseti po sobě jdoucích sezón (2003–2012) dokázal vyhrát 80 % zápasů. Connorsovi se tento výkon podařil ve dvanácti letech bez přerušení (1973–1984),
- v každé ze tří po sobě jdoucích sezón (2004–2006) dokázal vyhrát 90 % zápasů. Borgovi se tento výkon podařil ve čtyřech letech bez přerušení (1977–1980),
- vítěz 31 setů v řadě (10 utkání). Série začala 14. listopadu 2006 zápasem základní skupiny Turnaje mistrů proti Andymu Roddickovi a skončila 26. února 2007 v prvním kole Dubai Tennis Championships, když ztratil druhou sadu proti Dánu Kristianu Plessovi, a turnaj následně vyhrál. Šňůru 30setové neporazitelnosti (12 utkání) dosáhl v letech 2004–2005 a dalších 28 utkání bez porážky (11 utkání) zaznamenal v roce 2008,
- vítěz 4 turnajů bez ztraceného podání, a to na Qatar ExxonMobil Open 2005, Gerry Weber Open 2008 a Western & Southern Open 2012 a Western & Southern Open 2015, čímž představuje jediného tenistu, který bez ztráty servisu zvítězil na události série Masters 1000,[52]
- za celou kariéru neskrečoval ani jeden zápas. Z probíhajícího turnaje odstoupil pouze dvakrát. Poprvé pro zádové zranění před čtvrtfinálovým duelem na Paris Masters 2008 s Jamesem Blakem a podruhé ze stejného důvodu před semifinále Qatar Open 2012 proti Jo-Wilfriedu Tsongovi,
- čtvrtý muž historie, jemuž se povedlo vyhrát dvouhru juniorky (1998) i dospělých ve Wimbledonu. Navázal tak na Björna Borga (juniorka 1972, dospělí 1976–1980), Pata Cashe (juniorka 1982, dospělí 1987) a Stefana Edberga (juniorka 1983, dospělí 1988 a 1990),
- třetí muž historie, který na okruhu ATP Tour vyhrál více než 1 000 zápasů dvouhry. Zařadil se tak za Connorse (1 243) a před Lendla (1 071), když měl k 17. červenci 2017 na kontě 1 111 výher. Pouze Martina Navrátilová (1 442) a Chris Evertová (1 309) dokázaly zvítězit vícekrát,
- čtvrtý muž historie, který na okruhu ATP Tour odehrál více než 1 200 zápasů dvouhry (k 23. říjnu 2017 se jednalo o 1 373 zápasů). Zařadil se tak po bok Connorse (1 532), Lendla (1 310) a Vilase (1 215).